# Seredînți, Șepetivka
Seredînți (în ucraineană Серединці) este localitatea de reședință a comunei Seredînți din raionul Șepetivka, regiunea Hmelnîțkîi, Ucraina.

## Demografie
Componența lingvistică a localității Seredînți
     Ucraineană (97,73%)
     Rusă (2,27%)
Conform recensământului din 2001, majoritatea populației localității Seredînți era vorbitoare de ucraineană (97,73%), existând în minoritate și vorbitori de rusă (2,27%).